# 邦楽のひととき
『邦楽のひととき』（ほうがくの ひととき）は、NHK-FM放送で1985年4月1日から放送されている純邦楽専門のラジオ番組である。

## 概要
この番組は曜日毎にある程度放送内容が決まっている。以下、初回放送基準。
- 月曜日：箏曲・尺八・吟詠
- 火曜日：長唄・小唄
- 水曜日：清元・常磐津・義太夫・古曲・琵琶

毎月第5水曜には現代邦楽を、不定期に新人オーディションをそれぞれ放送する。年度末には、NHK邦楽技能者育成会の卒業演奏会の録音が放送される。不定期で大阪からの録音もある。

## 放送時間
現在
2024年4月現在。
- 毎週月曜・火曜 11:00 - 11:25

2010年度までと2012年度から2019年度までNHK千葉放送局のみ、初回放送は別番組のため再放送が初回扱いとなっていた。
2011年4月より、初回放送が月曜 - 水曜、再放送が火曜 - 木曜の放送となり、週3回の放送に削減される。
これは終了する木曜日初回放送と当時設定されていた金曜日再放送の時間帯に、これまでNHKラジオ第1放送、NHKラジオ第2放送、NHKワールド・ラジオ日本で放送されていた「浪曲十八番」が放送波を替えて時間帯移動して編成されるためである。
2023年4月より、月曜・火曜の放送となり、週2回の放送に削減された。
過去
- 初回放送：毎週月曜 - 木曜 11:00 - 11:30
- 再放送：毎週火曜 - 金曜 5:20 - 5:50